# アルベルト・アインシュタインの脳
アルベルト・アインシュタインの脳（アルベルト・アインシュタインののう）は、多くの研究や推測の対象となっている。アルベルト・アインシュタインの脳は、その死から7時間半以内に摘出された。アインシュタインは20世紀を代表する天才の一人であり、その脳の一般の人の脳との違いは、神経解剖学における一般的な知性や数学的知性との相関性に関する様々な考えの裏付けとなっている。アインシュタインの脳は、音声や言語に関わる領域が小さく、数値や空間処理に関わる領域が大きいことが示唆されている。また、アインシュタインの脳では、グリア細胞の数が増加していることが指摘されている。

## 脳の行方
アインシュタインは1955年4月18日午前1時すぎに入院先のプリンストン病院で死去した。同日午前8時、トマス・シュトルツ・ハーヴェイにより検死が行われた。ハーヴェイは遺体から脳を取り出した。その重さは1230グラムだった。
ハーヴェイは脳をペンシルバニア大学の自分の研究室に運んだ。ハーヴェイは、内頸動脈から50%のホルマリンを注入した後、10%のホルマリンに脳を浸した。そして、その脳を様々な角度から撮影した。その後、脳を約240個の1立方センチメートルの切片に分割し、コロジオンで包んだ。ハーヴェイはアインシュタインの目も摘出し、アインシュタインの眼科医であるヘンリー・エイブラムスに渡した。
ハーヴェイは切片をスライスしてスライドに貼り付けて染色した。スライドは12セット作成され、各セットには数百枚のスライドが含まれている。ハーヴェイは、自分の研究用に2セットを残し、残りは当時の主要な病理学者に配布した。顕微鏡で脳細胞を観察する細胞構築を使えば、有用な情報が得られると考えたからである。
アインシュタインの脳の保存が本人や遺族の同意を得て行われたかどうかは、議論の余地がある。ロナルド・W・クラークが1972年に発表したアインシュタインの伝記には、「彼は自分の脳を研究に使い、火葬にすることを主張していた」と書かれている。最近の研究では、アインシュタインやその近親者の許可なく、脳が取り出され保存されていたことが示唆されている。アインシュタインの長男で物理学者のハンス・アルベルト・アインシュタインは、脳の摘出・保管が発覚した後、それを支持した。ただし、脳は、権威ある科学雑誌に掲載される研究にのみ使用されるべきだと主張した。
1978年、ジャーナリストのスティーブン・レビーによって、ハーヴェイがアインシュタインの脳を所有していたことが再発見され、脳の切片は、2つの大きなメイソンジャーにアルコールに漬けて入れられ、さらにサイダーの箱の中にしまった状態で20年以上保存されていた。
2010年、ハーヴェイの相続人は、ハーヴェイが所持していたアインシュタインの脳の切片などを全て、国立健康医学博物館に譲渡した。その中には、これまで公開されることのなかった、切片にする前の脳全体の写真14枚も含まれていた。
さらに最近では、アインシュタインの脳の46個の切片が、フィラデルフィアのムッター博物館に収蔵された。2013年には、この脳の一部が博物館の常設展示室で展示された。この展示では、アインシュタインの脳の薄片が顕微鏡のスライドに取り付けられていた。

## 科学的調査

### 検死

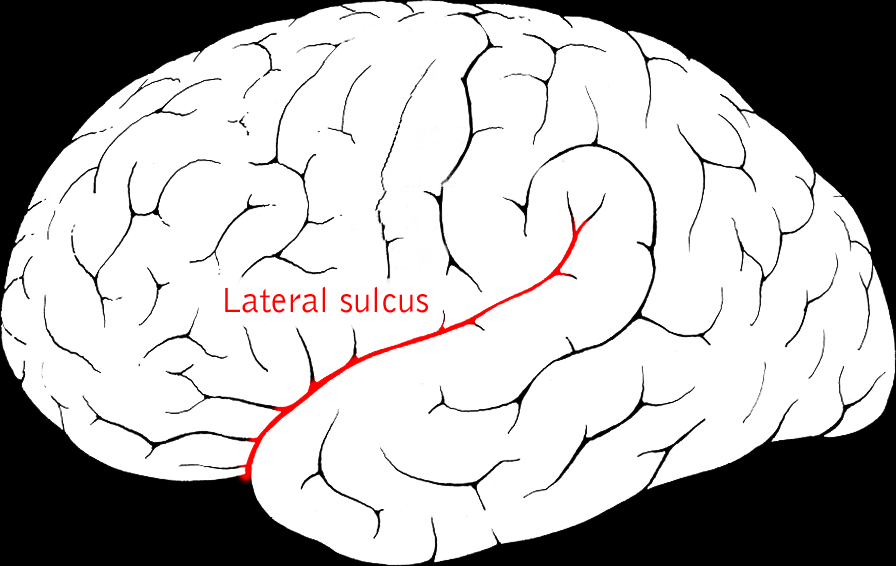
通常の脳の外側溝（シルヴィウス溝）。アインシュタインの脳ではこの一部が欠落していた。

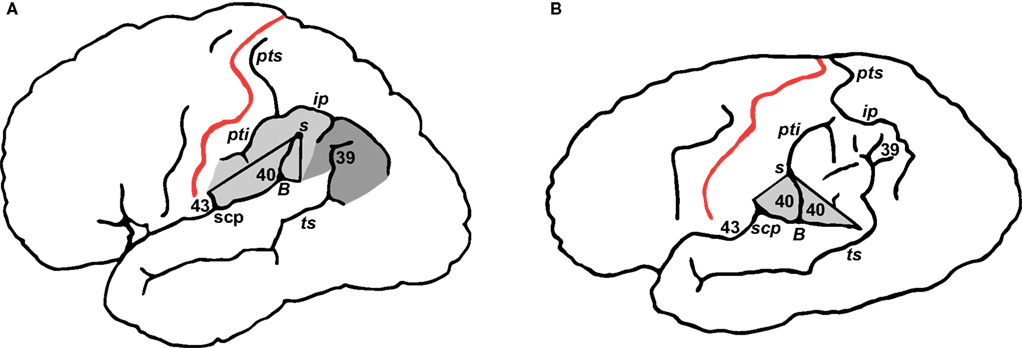
一般的な左大脳半球（左）とアインシュタインの脳（右）の比較。赤い線が外側溝、数字はブロードマンの脳地図における番号。

ハーヴェイは、アインシュタインの脳にはどちらの半球にも頭頂葉がないと報告していたが、これには異論がある。ハーヴェイが撮影した脳の写真には、外側溝の部分を拡大したものがある。
1999年、オンタリオ州ハミルトンのマックマスター大学の研究チームがさらに分析したところ、前頭葉の下前頭回の頭弁蓋がないことが判明した。また、外側溝と呼ばれる境界部分の一部も欠落していた。マックマスター大学の研究チームは、この空洞のおかげで、脳のこの部分の神経細胞がうまく情報をやり取りできるようになったのではないかと推測している。『ランセット』誌に掲載されたこの研究を主導したサンドラ・ウィテルソン教授は、「（シルヴィウス溝の一部が欠けているという）この特異な脳解剖の結果により、アインシュタインがなぜそのように考えたのかを説明できるかもしれない」と述べている。この研究は、1955年にハーヴェイが解剖する前に撮影した脳全体の写真に基づいて行われたもので、実際の脳を直接調べたものではない。アインシュタイン自身は、言葉ではなく視覚的に思考していたと主張している。ケンブリッジ大学のローリー・ホール教授は、この研究について、「決定的な関連性があると言うのは、現時点では一本の橋に過ぎない。今のところ、このケースは証明されていない。しかし、磁気共鳴やその他の新しい技術によって、そのような疑問を探ることができるようになってきている」と述べた。

### グリア細胞
1980年代、カリフォルニア大学バークレー校のマリアン・ダイヤモンドは、トーマス・ハーヴェイからアインシュタインの脳の右半球と左半球の上前頭回と下頭頂小葉の大脳皮質連合野の4つの切片を受け取った。1984年、ダイヤモンドらは、アインシュタインの脳に関する研究を世界で初めて発表した。アインシュタインの脳と他の11人の男性の脳を比較して、グリア細胞の比率を調べた。グリア細胞は、脳の神経細胞を支え、栄養を供給し、髄鞘を形成し、信号伝達に関与する、神経細胞を除く脳の不可欠な構成要素である。ダイヤモンドの研究室では、6マイクロメートルの厚さでアインシュタインの脳の切片を作成した。そして、顕微鏡を使って細胞を数えた。アインシュタインの脳では、全ての領域で神経細胞よりもグリア細胞が多く見られたが、特に左下頭頂領域はその差が統計的に有意だった。この領域は連合野の一部であり、他の複数の脳領域からの情報を取り込み、総合的に判断する役割を担っている。グリア細胞の割合は刺激下で増加するが、アインシュタインが刺激的な科学的問題を研究する生活を送っていたために、このような高い割合になったものと推測される。
ただし、アインシュタイン1人と正常な知能を持つ人の脳11人を比較したという点は、ダイヤモンドも認めている限界である。大阪バイオサイエンス研究所のS.S.カンタやペース大学のテレンス・ハインズは、ダイヤモンドの研究を批判している。ダイヤモンドの研究に関するその他の問題点としては、グリア細胞は高年齢になっても分裂を続けるにもかかわらず、76歳のアインシュタインの脳と、平均64歳の脳（47～80歳の男性11人の脳）とを比較したことが指摘されている。ダイヤモンドは、この画期的な研究"On the Brain of a Scientist: Albert Einstein"（科学者アルベルト・アインシュタインの脳について）において、対照群として脳を使用した11人の男性は、神経学的に関連のない病気で死亡していたことを指摘した。また、彼女は次のように述べている。「年齢は生物学的システムを測定する上で、必ずしも有用な指標ではない。生物の状態を変化させるには、環境要因も大きく影響する。ヒトの標本を扱う上での大きな問題は、それが管理された環境下にあったものではないということである。」

### 海馬
カリフォルニア大学ロサンゼルス校のダーリア・ザイデルは、2001年に海馬を含むアインシュタインの脳の2枚のスライスを検査した。海馬は、学習と記憶に重要な役割を果たす皮質下の脳構造である。左側の海馬の神経細胞は、右側よりも有意に大きいことが判明した。一般人の同じ部位の正常な脳切片と比較すると、この部位には最小限の一貫性のない非対称性しか見られなかった。左の海馬の神経細胞が大きかったということは、アインシュタインの左脳は右脳よりも海馬と大脳新皮質と呼ばれる脳の別の部分との間の神経細胞の接続が強かった可能性があるとザイデルは指摘している。新皮質は、「緻密で論理的、分析的、革新的な思考が行われる場所」であると、ザイデルは用意した声明の中で述べている。

### 半球間のより強い結合
2013年9月に科学雑誌『ブレーン』誌に掲載された研究では、アインシュタインの脳梁（両大脳半球をつなぎ、脳内の半球間の情報をやり取りする経路となる大きな繊維の束）を、繊維の太さをより高解像度で測定できる新しい技術を用いて解析している。アインシュタインの脳梁を、高齢者15人の脳と26歳の人の52人の脳の2つの対称群と比較した（アインシュタインが26歳だった1905年は、重要な論文が1年間で4件発表され、奇跡の年と呼ばれている）。その結果、アインシュタインの大脳半球の特定の部分は、高齢者および若年層の対照群の脳と比較して、より広範囲につながっていることが判明した。

### 新たに発見された写真
2012年11月16日、科学雑誌『ブレーン』に、"The cerebral cortex of Albert Einstein: a description and preliminary analysis of unpublished photographs"（アルベルト・アインシュタインの大脳皮質: 未発表写真の説明と予備的分析）という研究結果が掲載された。フロリダ州立大学の進化人類学者であるディーン・フォークは、最近発見された14枚の写真を分析し、その脳について、「アインシュタインの脳の全体的な大きさと非対称な形状は正常であったが、前頭前野、体性感覚、一次運動、頭頂葉、側頭葉、後頭葉の各皮質は並外れていた」と説明した。アインシュタインの前頭葉中部には、普通の人が持っている3つの隆起とは別に、計画を立てたり作業記憶に関わる4つ目の隆起があった。頭頂葉は顕著な非対称性を示し、アインシュタインの一次運動野の特徴は、彼の音楽能力と関連している可能性がある。
2013年9月24日に学術誌『ブレーン』に掲載された、華東師範大学物理学部が主導した研究"The Corpus Callosum of Albert Einstein's Brain: Another Clue to His High Intelligence"（アルベルト・アインシュタインの脳の脳梁: 彼の高い知性を示すもう一つの手がかり）では、アインシュタインの脳梁を詳細に調べるための新しい技術が示された。アインシュタインの脳梁は、対照群の脳梁よりも太く、大脳半球間の協調関係が良好であることを示していると考えられる。

### 批判
出版バイアスにより、アインシュタインの脳と他の脳との違いを示す結果が出版される一方で、アインシュタインの脳が多くの点で他の脳と似ていることを示す結果が無視される傾向にあり、出版結果に影響を与えている可能性がある。研究者は、どの脳がアインシュタインの脳で、どの脳が対象群であるかを知っていたため、意識的または無意識的なバイアスがかかり、公平な研究ができなかったのである。
ペース大学の神経学者テレンス・ハインズは、これらの研究には欠陥があるとして、強く批判している。ハインズは、全ての人の脳はユニークで、他の人とは異なる部分があると主張している。そのため、アインシュタインの脳の特徴が彼の天才性につながっているとするのは、証拠がないとハインズは考えている。さらにハインズは、特異な脳の特徴を何らかの特性と関連付けるには、その特徴を持つ他の多くの脳を調査する必要があると主張し、1人や2人の天才の脳を調査するよりも、多くの有能な科学者の脳をスキャンする方がより良い研究になると述べている。

## 他の天才たちの脳
天才の脳を保存することは、アインシュタインの脳に始まったことではない。その約100年前にドイツの数学者カール・フリードリヒ・ガウスの脳が保存され、同様に議論されたことがあった。ガウスの脳を研究したルドルフ・ワグネルは、その重さを1,492グラム、脳の表面積を219,588平方ミリメートルと発表した。また、高度に発達した脳梁が発見され、これが彼の天才性を説明するものであるとした。
他にも、ウラジーミル・レーニン、数学者のソフィア・コワレフスカヤ、アメリカ先住民のイシなどの脳が摘出され、研究されている。哲学者であり犯罪者でもあったエドワード・H・ルロフの脳は、1871年の死後に摘出されたが、1972年の時点でも記録上2番目に大きな脳だった。